# Роб Кордрі
Роберт Вільям «Роб» Кордрі (англ. Robert William «Rob» Corddry; народ. 4 лютого 1971, Уеймут, Массачусетс, США) — американський актор і комік. Відомий своїми ролями у фільмах «Одного разу у Вегасі», «Машина часу в джакузі» та інших.

## Біографія
Роб Кордрі народився і виріс у місті Веймут, штат Массачусетс. Він є старшим братом актора Нейта Кордрі. Після закінчення середньої школи Веймута в 1989 році, Роб вступив до Массачусетського університету в Емгерсті. Згідно з інтерв'ю в журналі випускників «UMass Емгерст», Роб Кордрі планував вивчати журналістику, але дуже швидко відкинув цей план; його основною спеціальністю стала англійська мова, а з другого року навчання він брав курси драматургії.
У 1994 році перебрався до Нью-Йорка. Працював охоронцем у Музеї мистецтва Метрополітен, роздавав меню мексиканського ресторану; з часом отримав перші ролі в кіно, працював у театрі у складі скетч-комедійної групи. Перші значні з'яви Кордрі на телебаченні були на каналі Comedy Central у передачі Upright Citizens Brigade (1998—2000).

## Фільмографія

### Фільми
| Рік  |    | Українська назва                    | Оригінальна назва                         | Роль                     |
| ---- | -- | ----------------------------------- | ----------------------------------------- | ------------------------ |
| 2003 | ф  | Старе загартування                  | Old School                                | Воррен                   |
| 2004 | ф  | Переможені                          | Blackballed: The Bobby Dukes Story        | Bobby Dukes              |
| 2006 | ф  | Одружуся з першою-ліпшою            | Wedding Daze                              | Кайл                     |
| 2006 | ф  | Діти без нагляду                    | Unaccompanied Minors                      | Сем Девенпорт            |
| 2006 | ф  | Кохання та інші неприємності        | Failure to Launch                         | Ган Салесман             |
| 2006 | ф  | Артур і Мініпути                    | Arthur and the Invisibles                 | Voice of Seides          |
| 2007 | ф  | Десять заповідей                    | The Ten                                   | Дуейн Розенблюм          |
| 2007 | ф  | Дівчина моїх кошмарів               | The Heartbreak Kid                        | Мак                      |
| 2007 | ф  | Чак і Ларрі: Запальні молодята      | I Now Pronounce You Chuck & Larry         | Джим                     |
| 2007 | ф  | Леза слави: Звездуни на льоду       | Blades of Glory                           | Брюс                     |
| 2008 | ф  | Пригоди у Веґасі                    | What Happens in Vegas                     | Стів Хардер              |
| 2008 | ф  | Дабл ю                              | W.                                        | Арі Флейшер              |
| 2008 | ф  | Напівпрофесіонал                    | Semi-Pro                                  | Кайл                     |
| 2008 | ф  | Нижча освіта                        | Lower Learning                            | Біллінгс                 |
| 2008 | ф  | Гарольд і Кумар: Втеча з Гуантанамо | Harold & Kumar Escape from Guantanamo Bay | Рон Фокс                 |
| 2009 | ф  | Сезон перемог                       | The Winning Season                        | Terry                    |
| 2009 | ф  | Патріотвілль                        | Taking Chances                            | Mayor Cleveland Fishback |
| 2010 | ф  | Машина часу в джакузі               | Hot tub time machine                      | Лу                       |
| 2010 | ф  | Пекельний ендшпіль                  | Operation: Endgame                        | Черіот                   |
| 2010 | мф | Мегамозок                           | Megamind                                  | перехожий (голос)        |
| 2011 | ф  | Зовсім не бабій                     | Cedar Rapids                              | Гері                     |
| 2011 | ф  | Як по маслу                         | Butter                                    | Ітан Еммет               |
| 2012 | ф  | Шукаю друга на кінець світу         | Seeking a Friend for the End of the World | Воррен                   |
| 2013 | мф | Втеча з планети Земля               | Escape from Planet Earth                  | Гарі Супернова (голос)   |
| 2013 | ф  | Тепло наших тіл                     | Warm Bodies                               | М (далі Маркус)          |
| 2013 | ф  | Втеча з планети Земля               | Escape from Planet Earth                  | Гарі Супернова (озвучка) |
| 2013 | ф  | Кров'ю і потом: Анаболіки           | Pain & Gain                               | Джон Міз                 |
| 2013 | ф  | Дорога, дорога додому               | The Way Way Back                          | Кіп                      |
| 2014 | ф  | Секс-відео                          | Sex Tape                                  | Боббі                    |
| 2015 | ф  | Машина часу в джакузі 2             | Hot tub time machine 2                    | Лу                       |
| 2016 | ф  | Новорічний корпоратив               | Office Christmas Party                    | Джеремі                  |
| 2017 | ф  | Як бути латинським коханцем         | How to Be a Latin Lover                   | Квінсі                   |

### Серіали
| Рік         | Укарїнська назва | Оригінальна назва  | Роль         |
| ----------- | ---------------- | ------------------ | ------------ |
| 2008 — 2013 | Дитяча лікарня   | Childrens Hospital | доктор Блейк |
| 2015 — 2018 | Гравці           | Ballers            | Джо          |

## Нагороди та почесні звання
- У 2009 році Роб Кордрі був номінований на премію Streamy Awards як кращий письменник комедійного серіалу «Дитяча лікарня».
- У 2011 році, Кордрі виграв «Кращий Нарис / Альтернативна комедія» за серіал «Дитяча лікарня».